# 당진종합운동장
당진종합운동장(唐津綜合運動場, Dangjin Stadium)은 대한민국 충청남도 당진시에 있는 스포츠 시설이다. 천연잔디 필드와 몬도트랙이 갖춰진 경기장이며 1998년에 준공되었다. 2021년부터 당진시민축구단이 홈 경기장으로 사용하고 있다.

## 참고 문헌
- “당진종합운동장”. 당진시시설관리사업소. 2017년 4월 17일에 원본 문서에서 보존된 문서. 2017년 4월 17일에 확인함.
- 〈당진종합운동장〉. 《한국향토문화전자대전》. 한국학중앙연구원.[깨진 링크(과거 내용 찾기)]
- 〈당진종합운동장〉. 《두피디아》. 두산.
- 《전국 공공체육 시설 현황 (2015년말 기준)》. 대한민국 문화체육관광부. 2016.
- 《2019년 전국 공공체육시설 현황 (2018년말 기준)》. 대한민국 문화체육관광부. 2020.
- 《2023 전국 공공체육시설 현황 (2022년 12월말 기준)》. 대한민국 문화체육관광부. 2024.